# QRIO
QRIO («Quest for cuRIOsity», спочатку називався Sony Dream Robot або SDR) — розроблений компанією Sony двоногий робот-андроїд. Зріст робота становить 58 сантиметрів, вага — 8 кілограмів. Вбудовані 38 сервомоторів наділяють QRIO достатньою свободою рухів і хорошою координацією. Наприклад, робот може швидко пересуватися, брати предмети, підійматися по сходах, танцювати й тримати рівновагу, стоячи на одній нозі.
Робот знає 60 000 слів на різних мовах світу, вміє розпізнавати обличчя, слухатися команд і, як стверджують розробники, ставити розумні питання в залежності від ситуації.
За руху і інтелект QRIO відповідають три вбудованих комп'ютери на базі RISC R5000 з 64 Мб оперативної пам'яті. В якості операційної системи використовується Aperios. Також робот оснащений стереооб'єктивами, сімома мікрофонами й 36 датчиками руху, сім із яких відповідають за безпеку.
У 2005 році QRIO був внесений до Книги рекордів Гіннесса як робот-гуманоїд, що найшвидше пересувається. Він позиціюється як перший двоногий робот, що вміє бігати (під бігом йдеться про можливість переміщення, коли обидві ноги робота не дотикаються до землі). QRIO вміє бігати зі швидкістю 23 сантиметри в секунду.
Невідомо, скільки зараз існує прототипів QRIO, однак колись були помічені 10 роботів, що танцюють одночасно. Ця інформація була підтверджена представниками Sony 22 січня 2006 року в Музеї науки в Бостоні. Також представники Sony розповіли про те, що існують прототипи четвертого покоління (без третьої камери на лобі, і з поліпшеною координацією рухів).
QRIO — це наступний крок компанії Sony в області розважальних роботів після створеного нею AIBO. На цей час роботи знаходяться на стадії тестування і не планується їх продаж.
Внутрішньої батареї QRIO четвертого покоління вистачає приблизно на 1 годину безперервної роботи.
В цей час розробка QRIO й AIBO припинена.
Аналогічний робот ASIMO був розроблений компанією Honda.